# Laugar
Laugar is een plaats in het noorden van IJsland in de regio Norðurland eystra met 110 inwoners. Laugar is de grootste plaats in de gemeente Þingeyjarsveit en ligt tussen Akureyri en het Mývatn meer aan de Hringvegur. Het allereerste overdekte zwembad van IJsland werd in Laugar gebouwd.